# Diplotremina
Diplotremina, en ocasiones erróneamente denominado Diplotrema, es un género de foraminífero bentónico de la familia Duostominidae, de la superfamilia Duostominoidea, del suborden Robertinina y del orden Robertinida. Su especie tipo es Diplotremina astrofimbriata. Su rango cronoestratigráfico abarca desde el Anisiense (Triásico medio) hasta el Noriense (Triásico superior).

## Clasificación
Diplotremina incluye a las siguientes especies:
- Diplotremina altoconica †
- Diplotremina astrofimbriata †
- Diplotremina diplotreminaeformis †
- Diplotremina gemmaeformis †
- Diplotremina multifimbriata †
- Diplotremina multiloculata †
- Diplotremina persublima †
  - Diplotremina persublima sinica †
- Diplotremina placklesiana †
- Diplotremina praeladinica †
- Diplotremina stenocamera †
- Diplotremina subangulata †